# Paolo Rubboli
Paolo Rubboli (Fiorenzuola di Focara, 15 dicembre 1838 – Gualdo Tadino, 11 maggio 1890) è stato un ceramista e artigiano italiano.

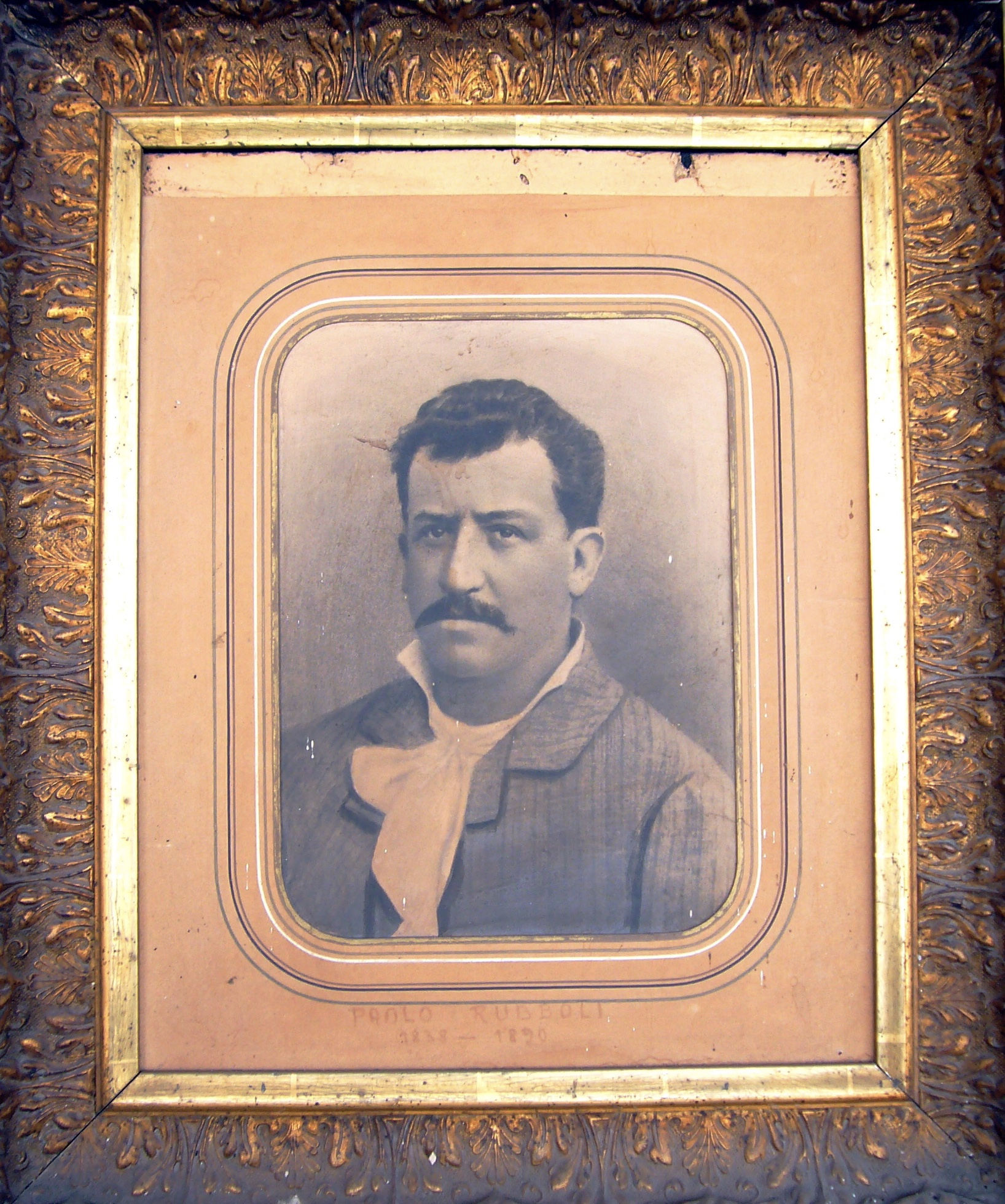
Paolo Rubboli

Fu attivo a Gualdo Tadino ed è ricordato per avere riproposto, nel XIX secolo, la tecnica dei lustri aurei e rosso rubino portata a grandi livelli artistici da Mastro Giorgio Andreoli tra il XV e il XVI secolo.
Le opere realizzate nell'800 nelle botteghe di Faenza, Pesaro, Deruta e Gubbio rispecchiavano lo stile eclettico in voga, e si ispiravano soprattutto alla produzione delle manifatture rinascimentali, senza disdegnare le innovazioni.

## Biografia

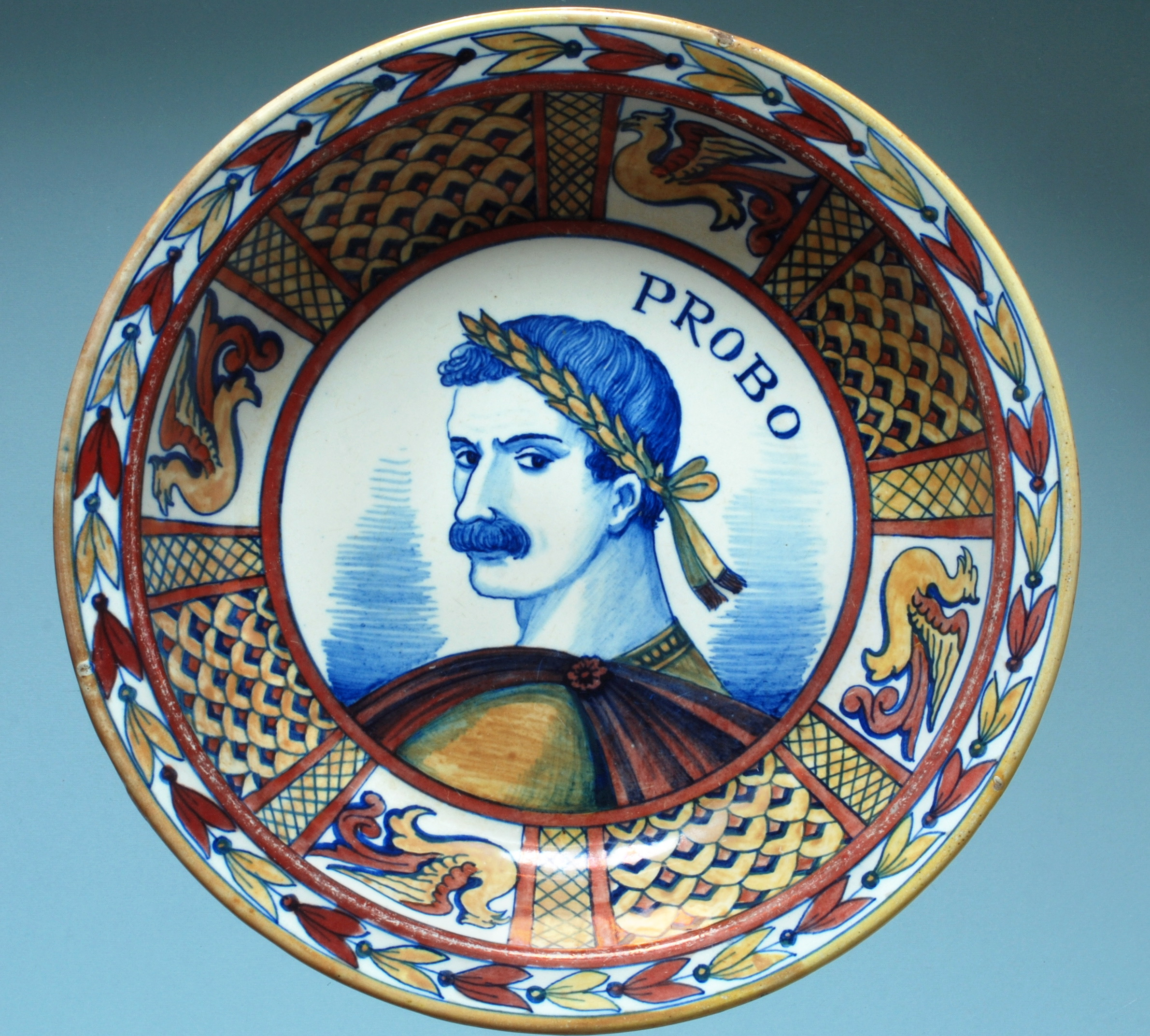
Piatto tondo da portata con Probo, 1878 ca

Da Francesco Rubboli e Caterina Bartoli, residenti a Cattolica, alla fine del 1700 nacquero cinque figli; il quarto, Lorenzo, ivi nato nel 1804, si sposò con Teresa Frontini, originaria di Fiorenzuola di Focara, avendone otto eredi, dei quali tre venuti alla luce nella menzionata cittadina e gli altri – tra cui Paolo – a Fiorenzuola, in casa della sorella di Teresa, Florida.
Della nuova generazione dei Rubboli ne sopravvissero solo due: Vincenzo (n. 1835) e Paolo (n. 1838). Vincenzo Rubboli si trasferì a Roma, dando inizio a un’impresa di costruzioni che ebbe successo, come sembrerebbe attestare la sua residenza romana, Casa Rubboli, progettata dall’architetto Pietro Carnevale, oltre a Villa Rubboli a Cattolica, di cui attualmente si conservano solo pochi resti, in quanto andò distrutta nel terremoto del 1916. 
Paolo Rubboli non ancora trentenne, si sposò con Amalia Giammarchi (1841-1867) e intraprese l'attività di ceramista. La sua formazione in questo campo non è nota, ma dai documenti dell’archivio comunale di Pesaro risulta che nel 1867 era impiegato, senza ulteriori specificazioni, mentre nel 1871 figura come pittore.  Nella lettera scritta alla giunta municipale di Gualdo Tadino nel 1878, Paolo menzionò la Fabbrica Ginori di Doccia e il ceramista eugubino Luigi Carocci che, secondo la testimonianza degli eredi Rubboli, gli avrebbero trasmesso la tecnica del lustro. 
Inoltre è attestata la sua presenza a Fabriano presso la fabbrica Miliani nel 1873.
Nel 1875 fondò una manifattura di “Maioliche Artistiche uso Urbino, Faenza e Gubbio”  insieme all’antiquario piemontese Marcello Galli Dunn. La ditta che aveva sede nell’ex convento di San Francesco, ebbe vita breve, cessando l’attività già nel 1876. Paolo Rubboli fa riferimento a tale vicenda nella già citata lettera alla municipalità di Gualdo Tadino del 1878:
Gualdo Tadino per questa ragione non potea essere trascurata e perciò fino a tre anni a questa parte vi s’impiantava una fabbrica di majoliche artistiche, che dové chiudersi per ragioni che non starò qui ad enunciare. Il sottoscritto che pure facea parte del personale di quella fabbrica si vide mancare ad un tratto la fiducia ed il lavoro, cosicché dové passare giorni non lieti. Lottando però e faticando, spossato ma non rifinito, terminò col vincerla sugli ostacoli ed alla perfine poté dare assetto ad una fabbrica di majoliche artistiche in questa città da non scomparire fra quelle degli altri stabilimenti consimili.
Subito dopo creò una propria manifattura insieme alla terza moglie Daria Vecchi (1852-1929), ceramista fabrianese, sposata dopo la morte della seconda consorte Gaetana Baviera (1847-1876).
L’opificio Rubboli ebbe tre sedi, nell’ex convento di San Francesco, in via delle Fornaci presso l’ex convento di San Niccolò e infine in via del Reggiaro, in seguito denominata via del Forno, dove lavoreranno anche i suoi discendenti, utilizzando la stessa procedura con il terzo fuoco negli antichi forni a muffola ancora esistenti.
La ditta di Paolo Rubboli si avvalse della collaborazione di abili pittori, come Alessandro (1865- 1889), figlio di Paolo e Amalia Giammarchi; Giuseppe Discepoli (1853-1919), Temistocle Vecchi (1861-1946), fratello di Daria, nonché di valenti ceramisti come Marino Pieri (1825-1885) e Antonio Passalboni(1844-1894). 
Le maioliche realizzate nell’opificio di Paolo Rubboli comprendono piatti da parata, servizi, albarelli e lumi, dipinti in bleu de Sèvres su smalto stannifero e lustrati in oro e rubino, seguendo scrupolosamente la tecnica di epoca rinascimentale risalente a Mastro Giorgio Andreoli. 
I soggetti più frequenti sono le scene di storia antica e le effigi di uomini illustri e artisti celebri, in linea con la corrente dello Storicismo, in voga nelle arti decorative dell’Ottocento.
Paolo Rubboli morì nel 1890 e la sua attività fu continuata dalla moglie Daria, dai figli Lorenzo (1884-1943) e Alberto (1888-1975) e successivamente dalle nuove generazioni, giungendo alla fine del XX secolo. Attualmente Maurizio Tittarelli Rubboli, pronipote di Paolo, prosegue l’antica tradizione di famiglia con un’interpretazione e un gusto contemporanei nel suo atelier, situato in una piccola parte degli antichi locali che oggi ospitano il Museo Opificio Rubboli.

## Galleria d'immagini

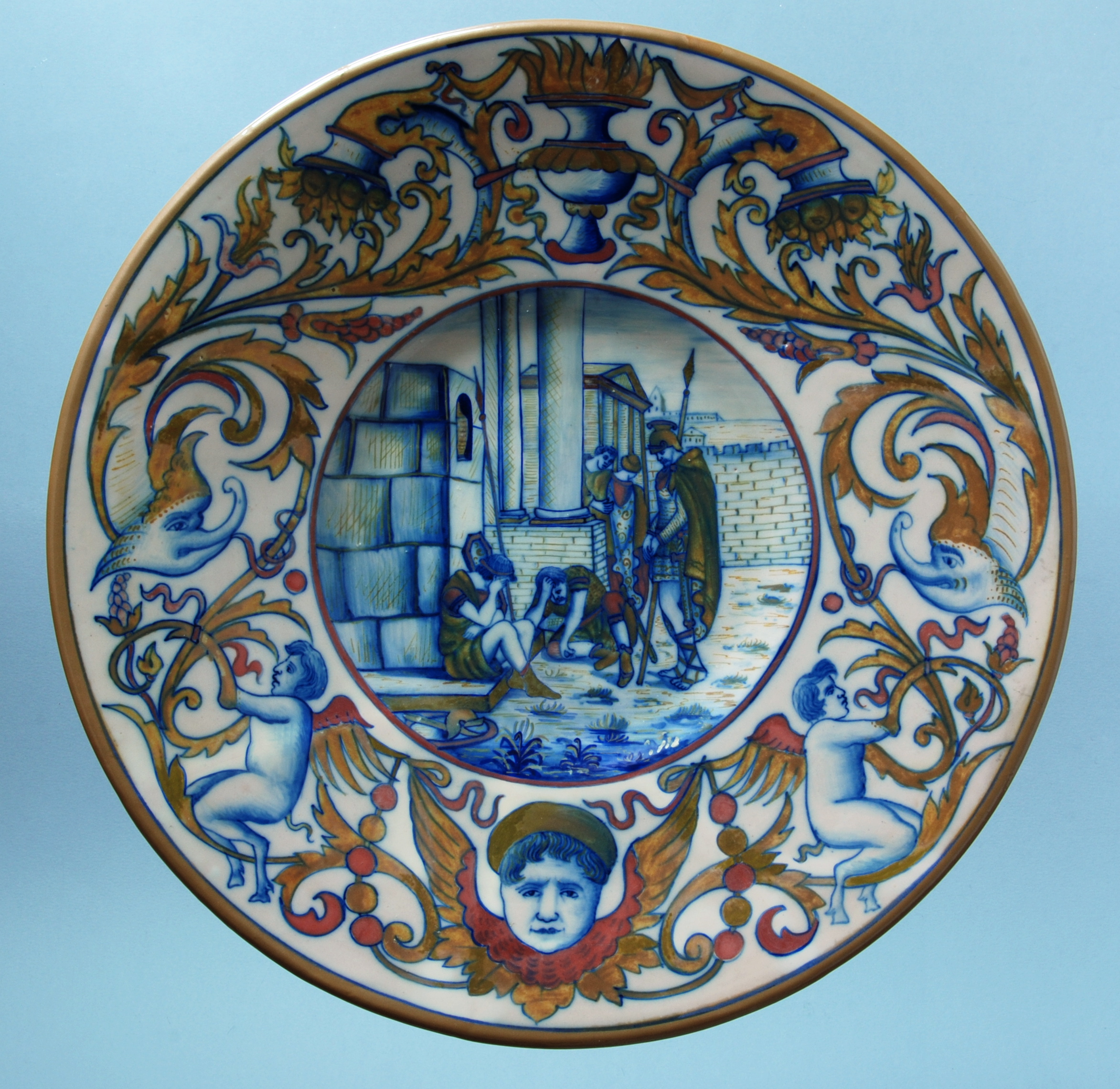
Paolo Rubboli, Piatto da parata con Le proscrizioni di Silla, maiolica a lustro oro e rubino, 1880 ca, diam. cm 35
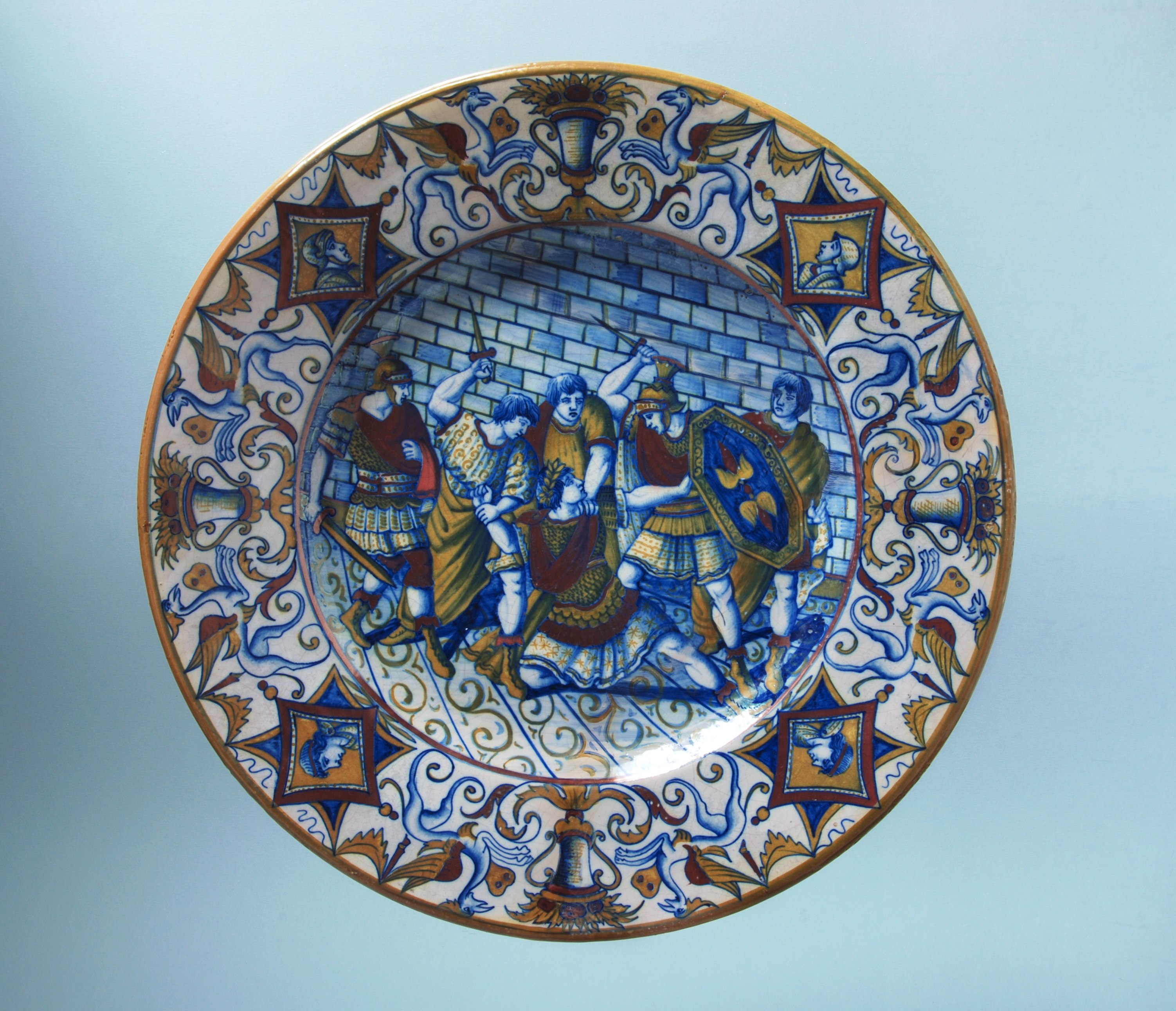
Paolo Rubboli, Piatto da parata con La morte di Caligola, maiolica a lustro oro e rubino, 1880 ca, diam. cm 38
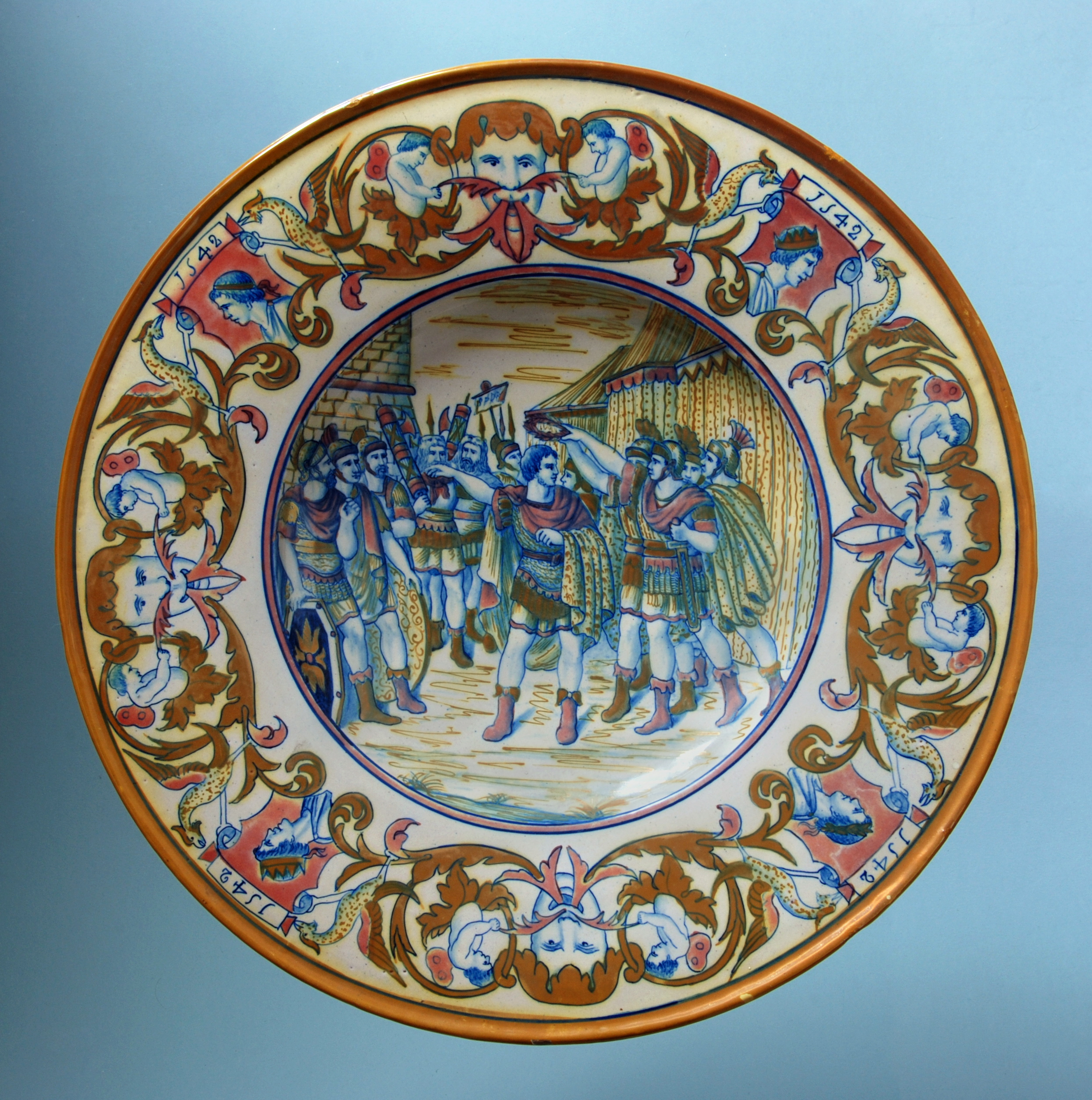
Paolo Rubboli, Piatto da parata con Incoronazione di Cesare, maiolica a lustro oro e rubino, 1880 ca, diam. cm 42
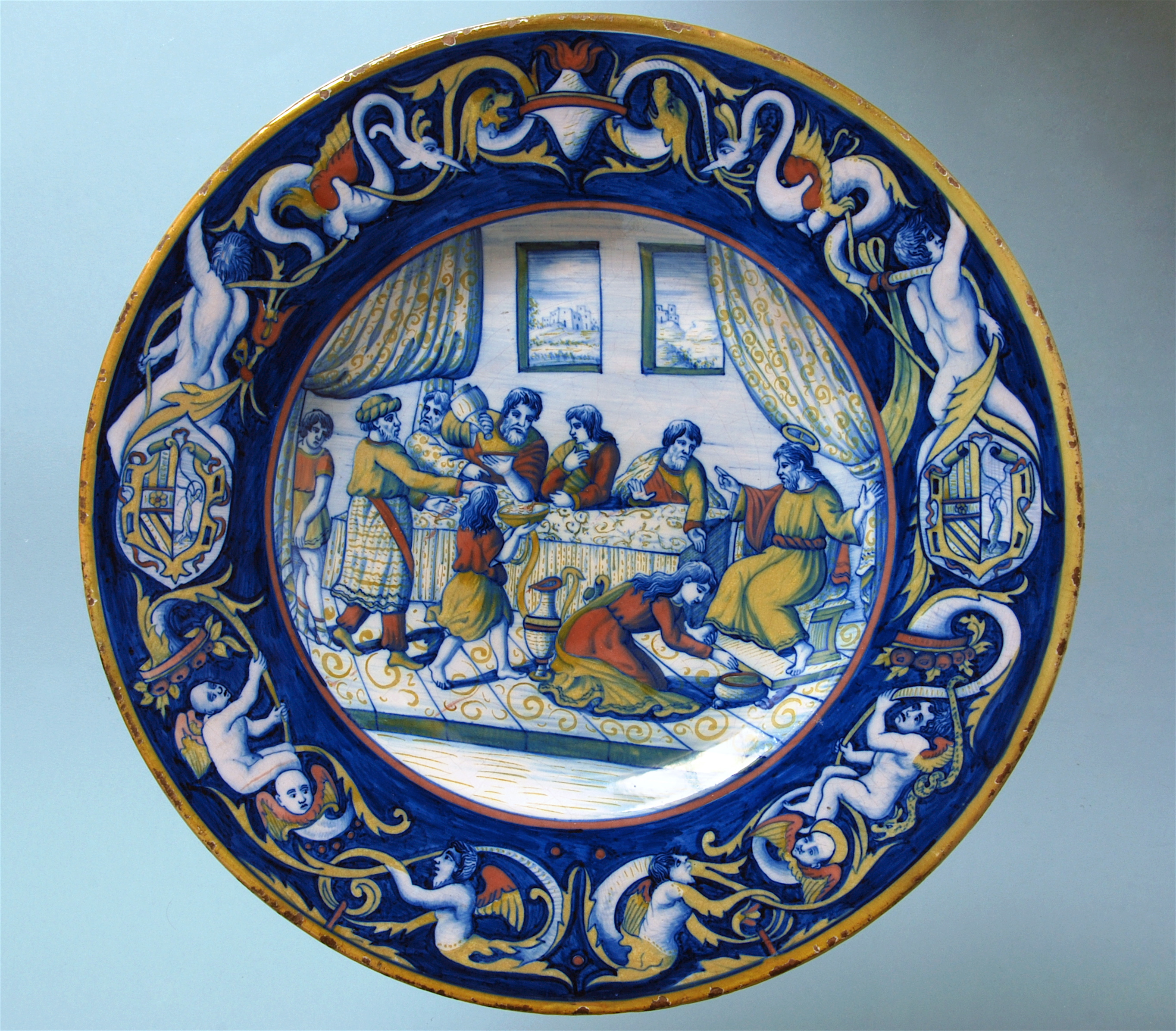
Paolo Rubboli, Piatto da parata con Cristo nella casa del Fariseo, maiolica a lustro oro e rubino, 1886 ca, diam. cm 42
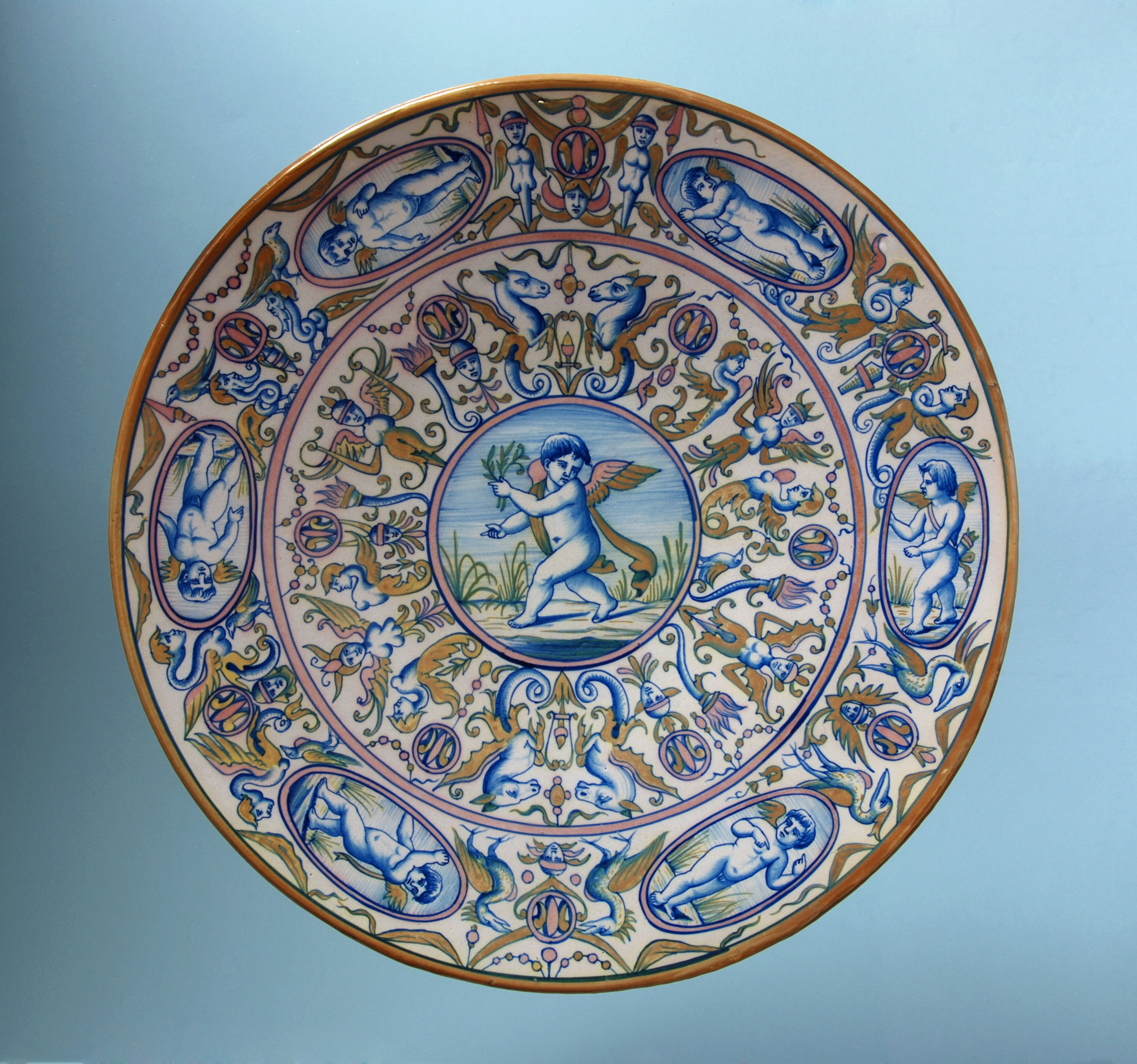
Paolo Rubboli, Piatto da parata con Cupido, maiolica a lustro oro e rubino, 1880 ca, diam. cm 42
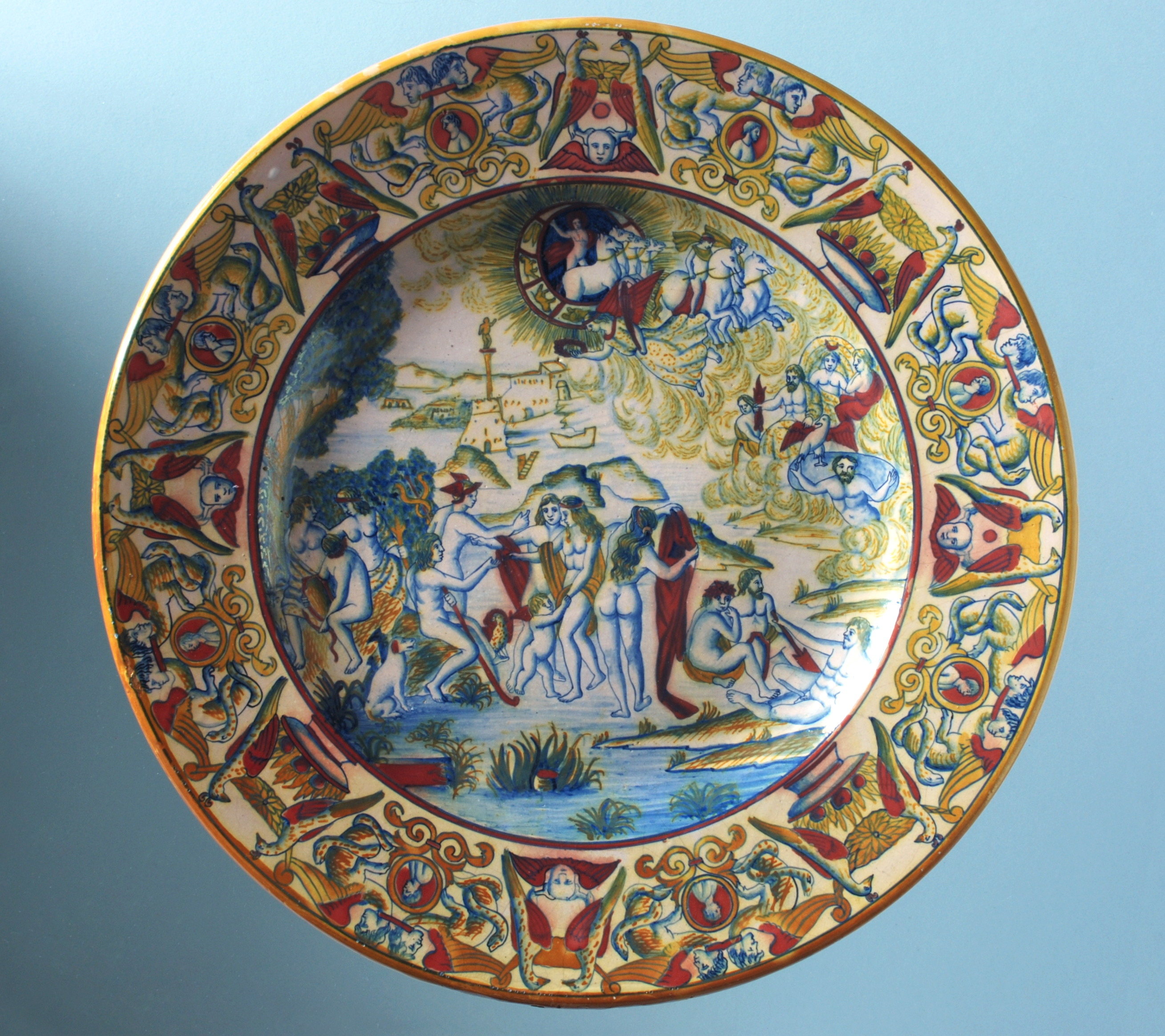
Paolo Rubboli, Piatto da parata con Il Giudizio di Paride, maiolica a lustro oro e rubino, 1878 ca, diam. cm 35
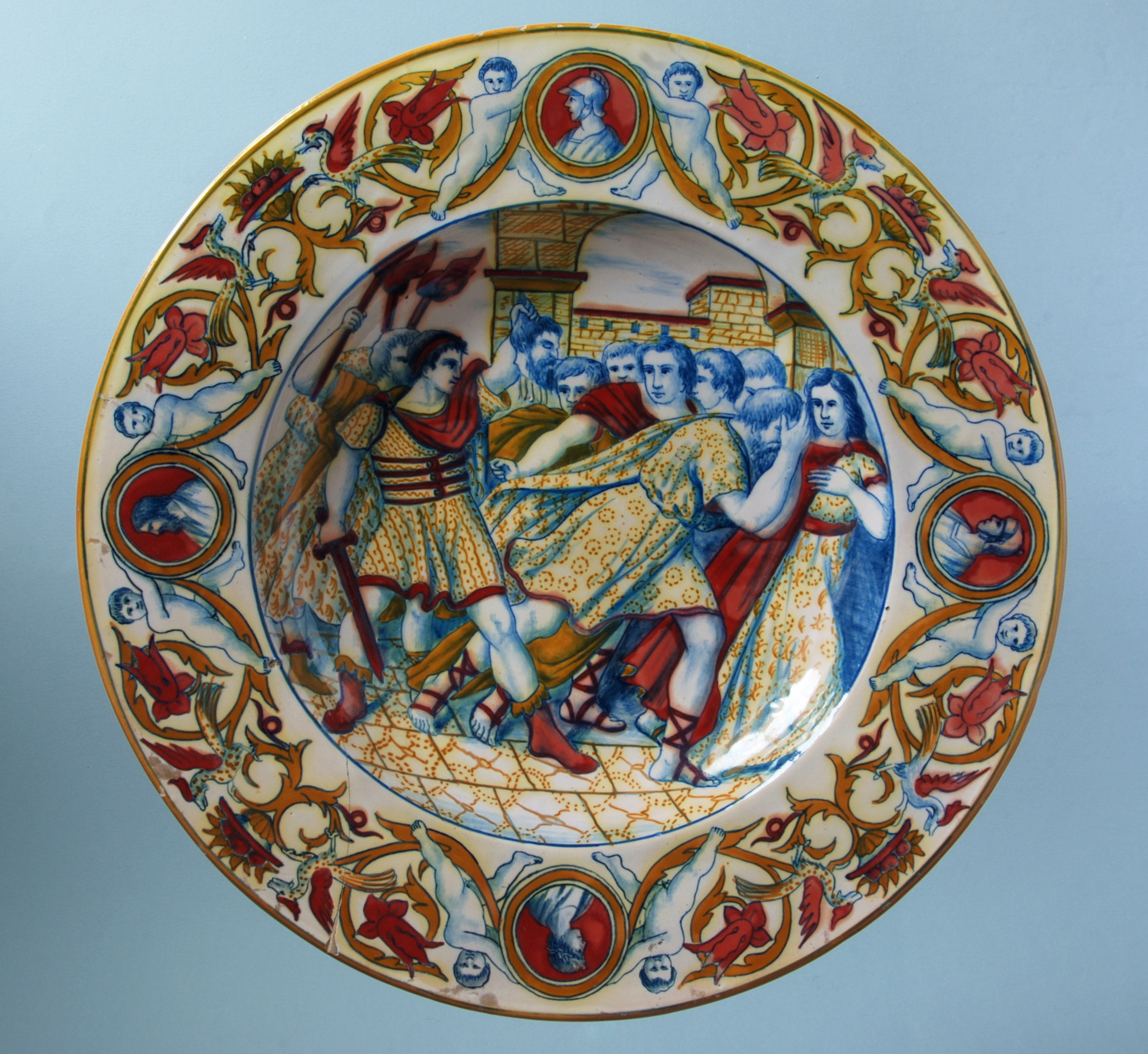
Paolo Rubboli, Piatto da parata con Annibale che vede la testa recisa del fratello Asdrubale, maiolica a lustro oro e rubino, 1880 ca, diam. cm 38
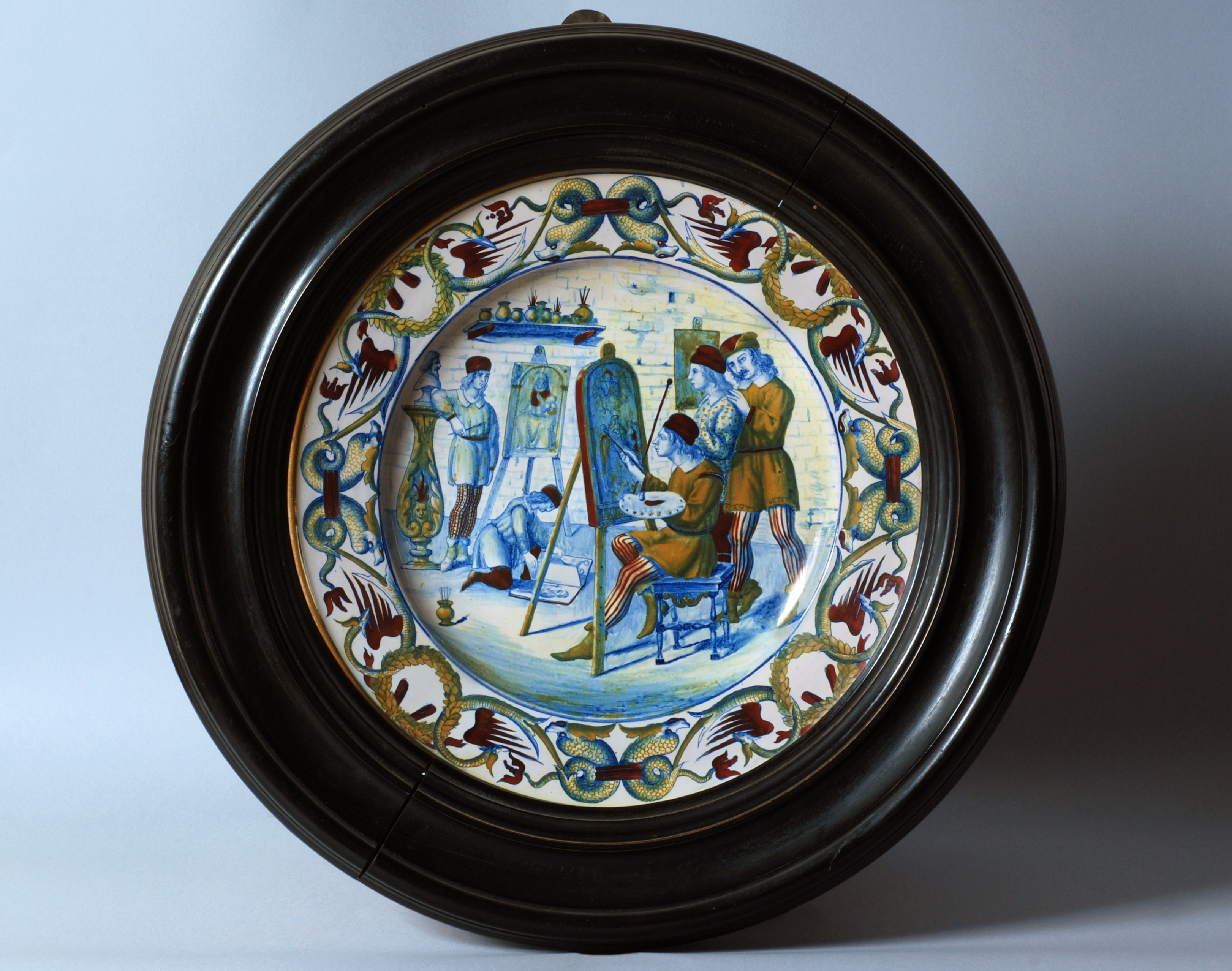
Paolo Rubboli, Piatto da pompa con La bottega di Matteo da Gualdo, maiolica a lustro oro e rubino, 1878, diam. 42 cm, Museo Civico Rocca Flea
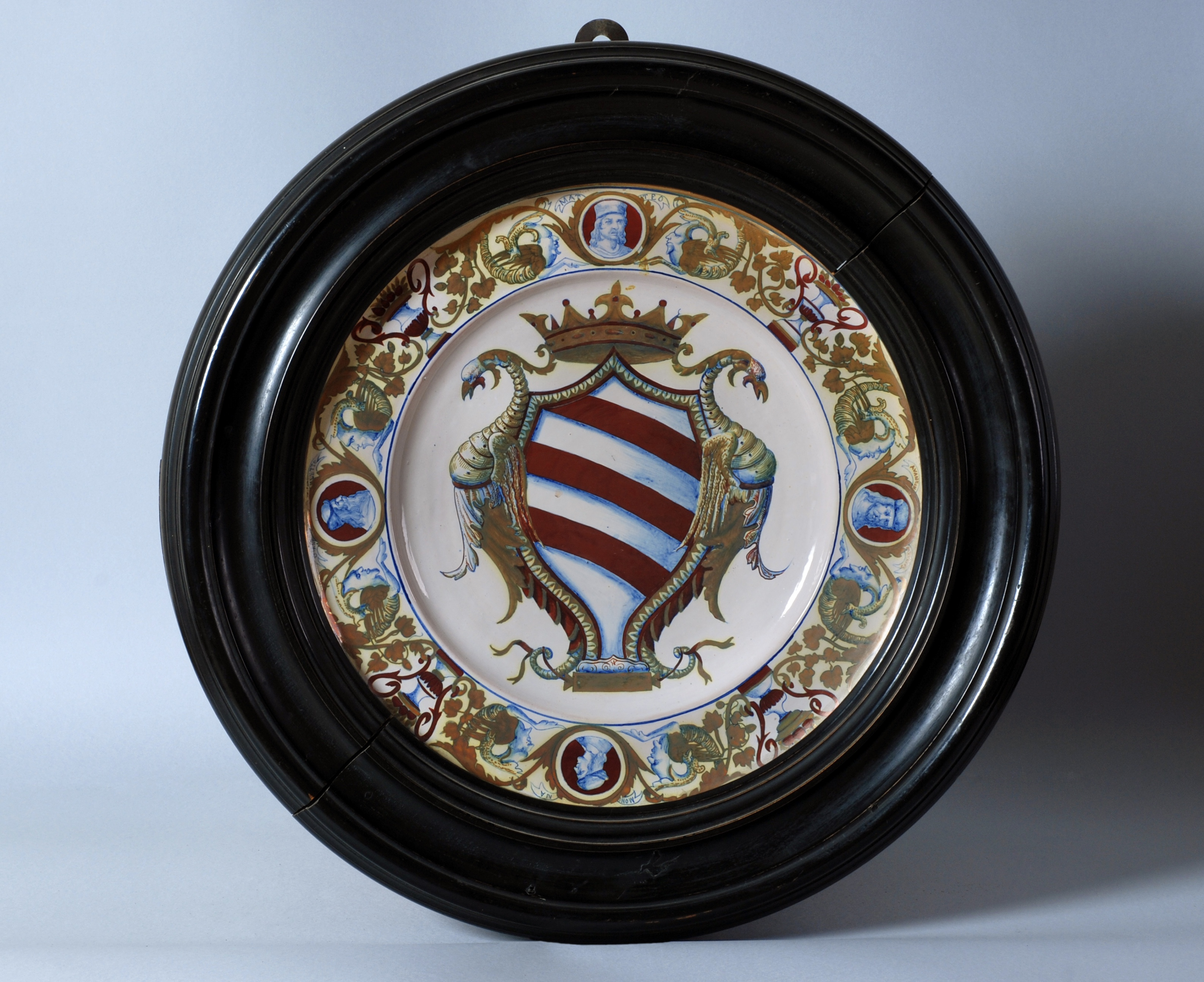
Paolo Rubboli, Piatto da pompa con Stemma di Gualdo Tadino, maiolica a lustro oro e rubino, 1878, diam. 42 cm, Museo Civico Rocca Flea
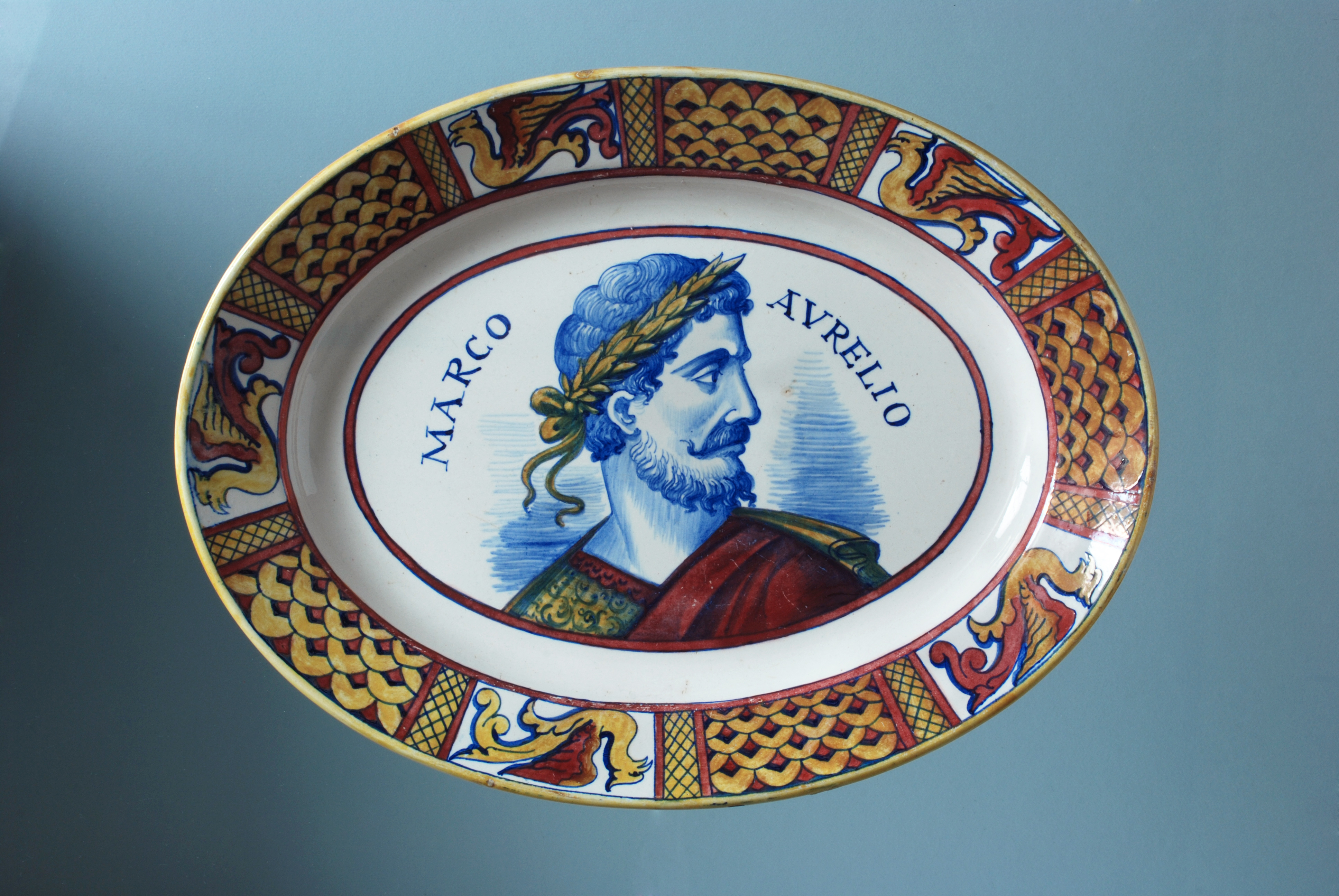
Paolo Rubboli, Piatto ovale da portata con Marco Aurelio, terraglia smaltata con lustri oro e rubino, 1878 ca, 28 × 38 cm